# Saison 5 de Grey's Anatomy
Chronologie
Saison 4 Saison 6
La saison 5 de la série télévisée Grey's Anatomy débute en septembre 2008 et s'achève en mai 2009 sur le réseau américain ABC, avec un total de 24 épisodes.

## Intrigues
Meredith, Izzie, Alex et Cristina poursuivent leur première année en tant que résidents alors que les internes dont ils ont la charge multiplient les incidents. La réussite de leur essai clinique rapproche Derek et Meredith, tandis que Cristina tombe sous le charme d’Owen Hunt, le nouveau chirurgien en traumatologie. Bailey se voit offrir une promotion qui pourrait bien avoir de lourdes conséquences sur sa vie de couple. Pendant ce temps, Lexie débute une relation amoureuse avec un titulaire, et Callie se pose des questions sur sa sexualité. Izzie, quant à elle, commence à avoir des hallucinations de Denny.

## Distribution

### Acteurs principaux
- Ellen Pompeo (VF : Céline Mauge) : Dr Meredith Grey (24/24)
- Sandra Oh (VF : Yumi Fujimori) : Dr Cristina Yang (24/24)
- Katherine Heigl (VF : Charlotte Marin) : Dr Izzie Stevens (24/24)
- Justin Chambers (VF : Sébastien Desjours) : Dr Alex Karev (24/24)
- T.R. Knight (VF : Thierry Wermuth) : Dr George O'Malley (24/24)
- Chandra Wilson (VF : Zaïra Benbadis) : Dr Miranda Bailey (24/24)
- James Pickens, Jr. (VF : Saïd Amadis) : Dr Richard Webber (24/24)
- Sara Ramirez (VF : Edwige Lemoine) : Dr Callie Torres (24/24)
- Eric Dane (VF : Renaud Marx) : Dr Mark Sloan (24/24)
- Chyler Leigh (VF : Véronique Desmadryl) : Dr Lexie Grey (24/24)
- Brooke Smith (VF : Véronique Augereau) : Dr Erica Hahn[1] (7/24)
- Kevin McKidd (VF : Alexis Victor) : Dr Owen Hunt[2] (22/24)
- Patrick Dempsey (VF : Damien Boisseau) : Dr Derek Shepherd (24/24)

### Acteurs récurrents et invités
- Jessica Capshaw (VF : Véronique Alycia) : Dr. Arizona Robbins
- Jeffrey Dean Morgan (VF : Jérôme Keen) : Denny Duquette[3]
- Melissa George (VF : Laurence Dourlens) : Dr Sadie Harris
- Mary McDonnell (VF : Annie Balestra) : Dr Virginia Dixon
- Faye Dunaway (VF : Perrette Pradier) : Dr Margaret Campbell
- Eric Stoltz (VF : Xavier Fagnon) : William Dunn
- Samantha Mathis (VF : Dominique Vallée) : Melinda
- Loretta Devine (VF : Monique Thierry) : Adele Webber
- Kimberly Elise (VF : Annie Milon) : Dr Swender
- Brandon Scott (VF : Sidney Kotto) : Intern Ryan Spalding

## Épisodes

### Épisode 1:Nouveaux espoirs...
- États-Unis /  Canada : 25 septembre 2008 sur ABC[4] / CTV[5]
- Suisse : 24 mai 2009 sur TSR1
- Belgique : 12 septembre 2009 sur RTL-TVI
- Québec : 12 septembre 2009 sur Radio-Canada[6]
- France : 16 septembre 2009 sur TF1

- États-Unis : 18,47 millions de téléspectateurs[7]

- Kevin McKidd (Major Owen Hunt)
- Mariette Hartley (Betty)
- Lauren Stamile (Rose)
- Cliff DeYoung (Phil)
- John Getz (Michael)
- Bernadette Peters (Sarabeth)
- Kathy Baker (Anna)

- Le titre Dream a Little Dream of Me est une chanson de The Mamas and the Papas
- Première apparition d'Owen Hunt (Kevin McKidd).

### Épisode 2:... Nouvelles blessures
- États-Unis /  Canada : 25 septembre 2008 sur ABC / CTV
- Suisse : 24 mai 2009 sur TSR1
- Belgique : 12 septembre 2009 sur RTL-TVI
- France : 16 septembre 2009 sur TF1
- Québec : 19 septembre 2009 sur Radio-Canada

- États-Unis : 18,47 millions de téléspectateurs[7]

- Kevin McKidd (Major Owen Hunt)
- Mariette Hartley (Betty)
- Lauren Stamile (Rose)
- Cliff DeYoung (Phil)
- John Getz (Michael)
- Bernadette Peters (Sarabeth)
- Kathy Baker (Anna)

- Le titre Dream a Little Dream of Me est une chanson de The Mamas and the Papas

### Épisode 3:De l'orage dans l'air
- États-Unis /  Canada : 9 octobre 2008 sur ABC / CTV
- Suisse : 31 mai 2009 sur TSR1
- Belgique : 12 septembre 2009 sur RTL-TVI
- France : 16 septembre 2009 sur TF1
- Québec : 26 septembre 2009 sur Radio-Canada

- États-Unis : 14,8 millions de téléspectateurs[8]
- Canada : 2,574 millions de téléspectateurs[9]

- Amy Madigan (Dr Wyatt)
- Daniel J. Travanti (Barry)
- Jim Ortlieb (Jack)
- Samantha Quan (Shelly)
- Suzy Nakamura (Jenn)

### Épisode 4:Un nouveau monde
Pour les articles homonymes, voir Brave New World.
- États-Unis /  Canada : 16 octobre 2008 sur ABC / CTV
- Suisse : 31 mai 2009 sur TSR1
- Belgique : 19 septembre 2009 sur RTL-TVI
- France : 23 septembre 2009 sur TF1
- Québec : 3 octobre 2009 sur Radio-Canada

- États-Unis : 14,8 millions de téléspectateurs[10]

- Amy Aquino (Marianne Grandy)
- Larry Brandenburg (Arnie)
- Bre Blair (Lauren)
- John Sloan (David)
- Steven W. Bailey (Joe)
- Kathleen Early (Dr Daisy Pepman)
- Max Burkholder (Duncan)

### Épisode 5:L'Effet domino
- États-Unis /  Canada : 23 octobre 2008 sur ABC / CTV
- Suisse : 7 juin 2009 sur TSR1
- Belgique : 19 septembre 2009 sur RTL-TVI
- France : 23 septembre 2009 sur TF1
- Québec : 10 octobre 2009 sur Télévision de-Canada

- États-Unis : 14,45 millions de téléspectateurs[11]

- Carl Lumbly (Kurt)
- George Newbern (Stan)
- Colleen Flynn (Nancy)
- Saige Thompson (Lindsay)
- Leslie Odom Jr. (PJ)
- Steven W. Bailey (Joe)

### Épisode 6:Les 4 petits cochons
- États-Unis /  Canada : 30 octobre 2008 sur ABC / CTV
- Suisse : 7 juin 2009 sur TSR1
- Belgique : 19 septembre 2009 sur RTL-TVI
- France : 23 septembre 2009 sur TF1
- Québec : 17 octobre 2009 sur Radio-Canada

- États-Unis : 15,32 millions de téléspectateurs[12]

- Kevin McKidd (Owen)
- Scott Haven (Randy)
- Lauri Johnson (Grandma Ruth)
- Brandon Scott (Intern Ryan)

### Épisode 7:Au cœur de la compétition
- États-Unis /  Canada : 6 novembre 2008 sur ABC / CTV
- Suisse : 14 juin 2009 sur TSR1
- Belgique : 26 septembre 2009 sur RTL-TVI
- France : 7 octobre 2009 sur TF1
- Québec : 24 octobre 2009 sur Radio-Canada

- États-Unis : 15,74 millions de téléspectateurs[13]
- Canada : 2,255 millions de téléspectateurs[14]

- Jeffrey Dean Morgan (Denny)
- Kevin McKidd (Owen)
- Tom Verica (Michael)
- Bonnie Bartlett (Rosemary)
- George Coe (Edgar)
- Brandon Scott (Intern Ryan)

- Dernière apparition d'Erica Hahn (Brooke Smith).
- Pendant toute la journée, Derek et Mark s'amusent à comparer les femmes par des alcools. La fin de l'épisode est marquée par Owen qui prononcera la phrase qui marquera le début de ses sentiments envers Christina, qui vient de lui dévoiler un bout de son passé : « un scotch pur malt » (qui est un alcool de très bonne qualité et très cher).
- Le titre "Rise Up" est une chanson d'Yves LaRock sortie en 2007.

### Épisode 8:Liés à jamais
- États-Unis /  Canada : 13 novembre 2008 sur ABC / CTV
- Suisse : 14 juin 2009 sur TSR1
- Belgique : 26 septembre 2009 sur RTL-TVI
- France : 7 octobre 2009 sur TF1
- Québec : 31 octobre 2009 sur Radio-Canada

- États-Unis : 14,9 millions de téléspectateurs[15]

- Kevin McKidd (Owen)
- Melissa George (Sadie)
- August Schellenberg (Clay)
- Ed Lauter (Timothy)
- Brandon Scott (Intern Ryan)
- Mary McDonnell (Dr Dixon)

### Épisode 9:Idées noires pour nuit blanche
- États-Unis /  Canada : 20 novembre 2008 sur ABC / CTV
- Suisse : 21 juin 2009 sur TSR1
- Belgique : 26 septembre 2009 sur RTL-TVI
- France : 7 octobre 2009 sur TF1
- Québec : 7 novembre 2009 sur Radio-Canada

- États-Unis : 15,91 millions de téléspectateurs[16]

- Kevin McKidd (Owen)
- Melissa George (Sadie)

### Épisode 10:... L'heureux élu?
- États-Unis /  Canada : 4 décembre 2008 sur ABC / CTV
- Suisse : 21 juin 2009 sur TSR1
- Belgique : 3 octobre 2009 sur RTL-TVI
- France : 28 octobre 2009 sur TF1
- Québec : 14 novembre 2009 sur Radio-Canada

- États-Unis : 15,28 millions de téléspectateurs[17]

- Kevin McKidd (Owen)
- Melissa George (Sadie)
- Mary McDonnell (Dr Virginia Dixon)
- Kay Panabaker (Emma Anderson)
- Christa B. Allen (Holly Anderson)
- Rosalind Chao (Kathleen Patterson)

### Épisode 11:Vœux pieux
- États-Unis /  Canada : 8 janvier 2009 sur ABC / CTV
- Suisse : 28 juin 2009 sur TSR1
- Belgique : 3 octobre 2009 sur RTL-TVI
- France : 28 octobre 2009 sur TF1
- Québec : 21 novembre 2009 sur Radio-Canada

- États-Unis : 13,87 millions de téléspectateurs[18]
- Canada : 2,16 millions de téléspectateurs[19]

- Jeffrey Dean Morgan (Denny)
- Kevin McKidd (Owen)
- Eric Stoltz (William)
- Jessica Capshaw (Dr Arizona Robbins)
- Samantha Mathis (Melinda)
- Perrey Reeves (Margaret)
- Steven W. Bailey (Joe)
- Robin Pearson Rose (Patricia)
- Melissa George (Sadie)

- Le titre "Wish You Were Here" est une chanson du groupe de folk rock Pink Floyd sortie en 1975.
- Première apparition d'Arizona Robbins (Jessica Capshaw).

### Épisode 12:La Tête haute
- États-Unis /  Canada : 15 janvier 2009 sur ABC / CTV
- Suisse : 28 juin 2009 sur TSR1
- Belgique : 3 octobre 2009 sur RTL-TVI
- France : 28 octobre 2009 sur TF1
- Québec : 28 novembre 2009 sur Radio-Canada

- États-Unis : 13,1 millions de téléspectateurs[20]
- Canada : 2,201 millions de téléspectateurs[21]

- Jeffrey Dean Morgan (Denny)
- Tyne Daly (Carolyn)
- Kevin McKidd (Owen)
- Melissa George (Sadie)
- Eric Stoltz (William)
- Jessica Capshaw (Dr Arizona Robbins)
- Samantha Mathis (Melinda)
- Jason Kravits (Chuck)
- Ernie Grunwald (Gary)
- Brandon Scott (Intern Ryan)

### Épisode 13:Le Paradis ou l'Enfer
- États-Unis /  Canada : 22 janvier 2009 sur ABC / CTV
- Suisse : 5 juillet 2009 sur TSR1
- Belgique : 10 octobre 2009 sur RTL-TVI
- France : 28 octobre 2009 sur TF1
- Québec : 5 décembre 2009 sur Radio-Canada

- États-Unis : 14,43 millions de téléspectateurs[22]
- Canada : 2,233 millions de téléspectateurs[23]

- Jeffrey Dean Morgan (Denny)
- Melissa George (Sadie)
- Eric Stoltz (William)
- Jessica Capshaw (Dr Arizona Robbins)
- Samantha Mathis (Melinda)
- Jason Kravits (Chuck)
- Ernie Grunwald (Gary)
- Brandon Scott (Intern Ryan)

### Épisode 14:Quand le cœur s'emballe
- États-Unis /  Canada : 5 février 2009 sur ABC / CTV
- Suisse : 5 juillet 2009 sur TSR1
- Belgique : 10 octobre 2009 sur RTL-TVI
- France : 11 novembre 2009 sur TF1
- Québec : 12 décembre 2009 sur Radio-Canada[6]

- États-Unis : 15,27 millions de téléspectateurs[24]

- Jessica Capshaw (Dr Arizona Robbins )
- Jennifer Westfeldt (Jen)
- Ben Shenkman (Rob)
- Peter Mackenzie (Warren)
- Laura Allen (Beth)
- Brandon Scott (Intern Ryan)
- Melissa George (Sadie)
- Mary McDonnell (Dr Dixon)

### Épisode 15:L'Intervention...
- États-Unis /  Canada : 12 février 2009 sur ABC / CTV
- Suisse : 12 juillet 2009 sur TSR1
- Belgique : 10 octobre 2009 sur RTL-TVI
- France : 11 novembre 2009 sur TF1
- Québec : 16 janvier 2010 sur Radio-Canada[6]

- États-Unis : 15,16 millions de téléspectateurs[25]
- Canada : 2,3 millions de téléspectateurs[26]

- Kate Walsh (Addison)
- Audra McDonald (Naomi)
- Taye Diggs (Sam)
- Grant Show (Archer)
- Jennifer Westfeldt (Jen)
- Ben Shenkman (Rob)
- Laura Allen (Beth)
- Sam Anderson (Michael)
- Steven W. Bailey (Joe)
- Brandon Scott (Intern Ryan)
- Melissa George (Sadie)

Cet épisode est un crossover avec la série spin-off Private Practice. La suite de cet épisode se trouve dans la saison 2 de Private Practice (épisode 2.16) et la conclusion dans l'épisode suivant de Grey's Anatomy.

### Épisode 16:... Et tout dérape!
- États-Unis /  Canada : 19 février 2009 sur ABC / CTV
- Suisse : 12 juillet 2009 sur TSR1
- Belgique : 17 octobre 2009 sur RTL-TVI
- France : 2 décembre 2009 sur TF1
- Québec : 23 janvier 2010 sur Radio-Canada

- États-Unis : 15,57 millions de téléspectateurs[27]
- Canada : 2,352 millions de téléspectateurs[28]

- Kate Walsh (Addison)
- Jessica Capshaw (Dr Arizona Robbins)
- Faye Dunaway (Dr Margaret Campbell)

### Épisode 17:L'Ombre de Shepherd
- États-Unis /  Canada : 12 mars 2009 sur ABC / CTV
- Suisse : 19 juillet 2009 sur TSR1
- Belgique : 17 octobre 2009 sur RTL-TVI
- France : 2 décembre 2009 sur TF1
- Québec : 30 janvier 2010 sur Radio-Canada

- États-Unis : 13,64 millions de téléspectateurs[29]
- Canada : 2,12 millions de téléspectateurs[30]

- Jessica Capshaw (Dr Arizona Robbins)
- Michael Rady (Mike Shelley)
- Wendy Hoopes (Tricia)
- Erin Cahill (Meg)
- Susane E. Lee (Beth)
- Brandon Scott (Intern Ryan)
- Loretta Devine (Adele Webber)

### Épisode 18:À chacun son drame
- États-Unis /  Canada : 19 mars 2009 sur ABC / CTV
- Suisse : 19 juillet 2009 sur TSR1
- Belgique : 17 octobre 2009 sur RTL-TVI
- France : 2 décembre 2009 sur TF1
- Québec : 6 février 2010 sur Radio-Canada

- États-Unis : 14,61 millions de téléspectateurs[31]

- Larry Sullivan (Dave)
- Emily Kuroda (Kendall)
- Brandon Scott (Intern Ryan)

### Épisode 19:Une belle soirée pour sauver des vies
- États-Unis /  Canada : 26 mars 2009 sur ABC / CTV
- Suisse : 26 juillet 2009 sur TSR1
- Belgique : 24 octobre 2009 sur RTL-TVI
- France : 9 décembre 2009 sur TF1
- Québec : 13 février 2010 sur Radio-Canada

- États-Unis : 16,1 millions de téléspectateurs[32]

- Jessica Capshaw (Dr Arizona Robbins)
- Kimberly Elise (Dr Swender)
- Frances Bay (joyce)

Le titre "Elevator Love Letter" est une chanson du groupe de pop Stars sortie en 2003.

### Épisode 20:Ne pas baisser les armes
- États-Unis /  Canada : 23 avril 2009 sur ABC / CTV
- Suisse : 26 juillet 2009 sur TSR1
- Belgique : 24 octobre 2009 sur RTL-TVI
- France : 9 décembre 2009 sur TF1
- Québec : 20 février 2010 sur Radio-Canada

- États-Unis : 13,51 millions de téléspectateurs[33]
- Canada : 2,054 millions de téléspectateurs[34]

- Kimberly Elise (Dr Swender)
- Jessica Capshaw (Dr Arizona Robbins)
- Obba Babatundé (Gates)
- José Zúñiga (Meloy)
- Elden Henson (Mr. Smithson)
- Hector Elizondo (Mr. Torres)
- Amy Madigan (Dr Wyatt)

### Épisode 21:Savoir pardonner
- États-Unis /  Canada : 30 avril 2009 sur ABC / CTV
- Suisse : 2 août 2009 sur TSR1
- Belgique : 24 octobre 2009 sur RTL-TVI
- France : 9 décembre 2009 sur TF1
- Québec : 27 février 2010 sur Radio-Canada

- États-Unis : 14,12 millions de téléspectateurs[35]
- Canada : 2,159 millions de téléspectateurs[36]

- Sharon Lawrence (Robbie Stevens)
- Jessica Capshaw (Dr Arizona Robbins )
- Jeff Perry (Thatcher Grey)
- Kellie Martin (Julie)
- Nina Siemaszko (Kate)
- Megan Henning (Karen/Willow)

### Épisode 22:Le Plus Beau Jour
- États-Unis /  Canada : 7 mai 2009 sur ABC / CTV
- Suisse : 2 août 2009 sur TSR1
- Belgique : 31 octobre 2009 sur RTL-TVI
- France : 17 décembre 2009 sur TF1
- Québec : 6 mars 2010 sur Radio-Canada

- États-Unis : 15,55 millions de téléspectateurs[37]
- Canada : 2,421 millions de téléspectateurs[38]

- Jeffrey Dean Morgan (Denny)
- Jessica Capshaw (Dr Arizona Robbins)
- Amy Gumenick (Becca)
- Roberto Urbina (Jordan)

Il s'agit du 100e épisode de la série.

### Épisode 23:Projet d'avenir
- États-Unis /  Canada : 14 mai 2009 sur ABC / CTV
- Suisse : 9 août 2009 sur TSR1
- Belgique : 31 octobre 2009 sur RTL-TVI
- France : 17 décembre 2009 sur TF1
- Québec : 13 mars 2010 sur Radio-Canada

- États-Unis : 16,53 millions de téléspectateurs[39]

- Liza Weil (Allison Clark)
- Jessica Capshaw (Dr Arizona Robbins)

### Épisode 24:Ne me quitte pas
- États-Unis /  Canada : 14 mai 2009 sur ABC / CTV
- Suisse : 9 août 2009 sur TSR1
- Belgique : 31 octobre 2009 sur RTL-TVI
- France : 17 décembre 2009 sur TF1
- Québec : 20 mars 2010 sur Radio-Canada[6]

- États-Unis : 16,53 millions de téléspectateurs[39]

- Shannon Lucio (Amanda)
- Jessica Capshaw (Dr Arizona Robbins)

- Le titre "Now or Never" est issue de la chanson "it's now or never" du très célèbre Elvis Presley sortie en 1960.

## Audiences aux États-Unis
| N° Épisode | Titre français                                | Titre original                    | Chaîne | Date de diffusion originale | États-Unis (en millions de téléspectateurs) | Pdm sur les 18-49 ans |
| ---------- | --------------------------------------------- | --------------------------------- | ------ | --------------------------- | ------------------------------------------- | --------------------- |
| 1          | Nouveaux espoirs...                           | Dream a Little Dream of Me Part 1 | ABC    | 25 septembre 2008           | 18,29                                       | 7,2                   |
| 2          | ... Nouvelles blessures                       | Dream a Little Dream of Me Part 2 | ABC    | 25 septembre 2008           | 18,32                                       | 7,6                   |
| 3          | De l'orage dans l'air                         | Here Comes The Flood              | ABC    | 9 octobre 2008              | 14,54                                       | 5,6                   |
| 4          | Un nouveau monde                              | Brave New World                   | ABC    | 16 octobre 2008             | 14,57                                       | 5,9                   |
| 5          | L'effet domino                                | There's No "I" in Team            | ABC    | 23 octobre 2008             | 14,21                                       | 5,4                   |
| 6          | Les 4 petits cochons                          | Life During Wartime               | ABC    | 30 octobre 2008             | 15,05                                       | 5,6                   |
| 7          | Au cœur de la compétition / Chirurgie en solo | Rise Up                           | ABC    | 6 novembre 2008             | 15,63                                       | 6,0                   |
| 8          | Liés à jamais                                 | These Ties That Bind              | ABC    | 13 novembre 2008            | 15,59                                       | 5,9                   |
| 9          | Idées noires pour nuit blanche                | In the Midnight Hour              | ABC    | 20 novembre 2008            | 15,74                                       | 6,2                   |
| 10         | ... L'heureux élu ?                           | All By Myself                     | ABC    | 4 décembre 2008             | 15,15                                       | 5,5                   |
| 11         | Vœux pieux                                    | Wish you Were Here                | ABC    | 8 janvier 2009              | 13,71                                       | 5,2                   |
| 12         | La tête haute                                 | Sympathy for the Devil            | ABC    | 15 janvier 2009             | 12,95                                       | 5,3                   |
| 13         | Le paradis ou l'enfer                         | Stairway to Heaven                | ABC    | 22 janvier 2009             | 14,25                                       | 5,6                   |
| 14         | Quand le cœur s'emballe                       | Beat your Heart Out               | ABC    | 5 février 2009              | 15,20                                       | 5,8                   |
| 15         | L'intervention...                             | Before and After                  | ABC    | 12 février 2009             | 15,70                                       | 6,0                   |
| 16         | ... Et tout dérape !                          | An Honest Mistake                 | ABC    | 19 février 2009             | 15,39                                       | 5,9                   |
| 17         | L'ombre de Sheperd                            | I Will Follow You Into the Dark   | ABC    | 12 mars 2009                | 13,54                                       | 5,0                   |
| 18         | À chacun son drame                            | Stand By Me                       | ABC    | 19 mars 2009                | 14,67                                       | 5,1                   |
| 19         | Une belle soirée pour sauver des vies         | Elevator Love Letter              | ABC    | 26 mars 2009                | 15,81                                       | 5,5                   |
| 20         | Ne pas baisser les armes                      | Sweet Surrender                   | ABC    | 23 avril 2009               | 13,55                                       | 4,9                   |
| 21         | Savoir pardonner                              | No Good at Saying Sorry           | ABC    | 30 avril 2009               | 14,12                                       | 5,0                   |
| 22         | Le plus beau jour                             | What A Difference A Day Makes     | ABC    | 7 mai 2009                  | 15,33                                       | 5,3                   |
| 23         | Projet d'avenir                               | Here's To Future Days             | ABC    | 14 mai 2009                 | 15,58                                       | 5,5                   |
| 24         | Ne me quitte pas                              | Now or Never                      | ABC    | 14 mai 2009                 | 17,12                                       | 6,2                   |